# Tom Nichols
Tom Andrew Nichols (Wellington (Somerset), 28 augustus 1993) is een Engels voetballer die speelt voor Crawley Town in de Engelse Football League Two.

## Carrière
Tom Nichols startte zijn carrière bij de jeugdopleiding van Exeter City FC, waar hij speelde van 2004 tot 2011. Op 7 mei 2011 maakte hij op zeventienjarige leeftijd zijn professionele debuut voor Exeter City in de uitwedstrijd tegen Sheffield Wednesday. Dit was de laatste wedstrijd van het seizoen en er werd met 2-1 gewonnen door Exeter. Nichols kwam na de rust als vervanger van Bertrand Cozic in het veld.
Op 28 augustus 2011, op zijn achttiende verjaardag, maakte hij zijn eerste professionele doelpunt, tien minuten voor tijd maakte hij de winnende treffer namens Exeter City FC in het thuisduel tegen Chesterfield FC.
Op 10 augustus 2012 werd Nichols voor een maand uitgeleend aan Hereford United. Een week nadat zijn verhuurperiode met een maand was verlengd werd hij teruggehaald door Exeter City. Op 22 november 2012 werd hij wederom voor een maand verhuurd, ditmaal aan Bath City. In maart 2013 werd hij vervolgens nog een maand uitgeleend aan Dorchester Town. In begin 2012 werd hij ook al enige tijd verhuurd aan deze club. Op 8 januari 2016 scoorde Nichols de openingstreffer voor Exeter in de FA Cupwedstrijd tegen Liverpool FC en werd hij verkozen tot Man of the Match. Een kleine maand later tekende hij een contract voor viereneenhalf jaar bij Peterborough United. Hij scoorde vervolgens in zijn debuutwedstrijd tegen Chesterfield.